# كأس السوبر الأوروبي 1975
كأس السوبر الأوروبي 1975 هي النسخة الرابعة لبطولة كأس السوبر الأوروبي بعد بطولة كأس السوبر الأوروبي 1974 التي لم تلعب٬ وكانت تجمع بين بطل النسخة وبطل كأس الاتحاد الأوروبي للأندية أبطال الكؤوس نادي دينامو كييف؛ وبطل الكأس الأوروبية نادي بايرن ميونخ٬ وفاز بها دينامو كييف بنتيجة 3:0؛ بعدما فاز دينامو كييف في الذهاب 1:0٬ وفاز أيضًا في الإياب 2:0٬ وتنتهي بفوز نادي دينامو كييف بإجمالي 3:0.